# ジェイソン・カンリフ
ジェイソン・リャン・キチガ・カンリフ（英語: Jason Ryan Quitugua Cunliffe、1983年10月23日 - ）は、グアム・ハガニア出身のサッカー選手。グアムサッカーリーグのグアム・ストライカーズ所属。現在、グアム代表主将。ポジションはFW。

## 経歴
カンリフはトゥモンで5歳の時にサッカーを始めた。その後、ヒューストン・テキサンズに移籍し、同チームの2001年のブラジル杯制覇に貢献した。その後はサンタクララ・ブロンコスに所属、2003年のNCAAの最後の4チームの一角を占めるのに貢献した。
その後は、グアムサッカーリーグのクオリティ・ディストリビューターズに所属した。2010年にはグアム・シップヤードに移籍し、2011-12シーズンではスコット・スピンドルと共に得点王を獲得。2012年にはフィリピンのユナイテッド・フットボールリーグに所属するパチャンガ・ディリマンFCに移籍した。その翌年にはローヴァースFCに移籍し、グアムサッカーリーグへ復帰した。
2018年9月30日、同リーグのグアム・ストライカーズFCに移籍。

## 代表歴
グアム代表としてはU-16代表としての出場が初めてである。A代表デビューはAFCチャレンジカップ2006が最初となった。その後にグアム代表の主将となっている。

## 個人成績

### 代表
代表でのゴール一覧
| #   | 日附           | 場所                                               | 対戦相手             | 得点 | 結果 | 大会                       | 出典 |
| --- | -------------- | -------------------------------------------------- | -------------------- | ---- | ---- | -------------------------- | ---- |
| 1.  | 2009年3月15日  | ヨナ・レオパレスリゾートサッカー場                 | マカオ               | 2–2  | 2–2  | 東アジアサッカー選手権2010 |      |
| 2.  | 2009年8月23日  | 高雄市高雄国家体育場                               | 北朝鮮               | 2–2  | 2–9  | 東アジアサッカー選手権2010 |      |
| 3.  | 2010年6月19日  | サイパン・オレアイ・スポーツ・コンプレックス       | 北マリアナ諸島       | 1–1  | 1–1  | 親善試合                   |      |
| 4.  | 2011年9月2日   | ヌーメア・スタッド・リヴィエール・サレ             | バヌアツ             | 1–0  | 1–4  | パシフィックゲームズ2011   |      |
| 5.  | 2011年9月4日   | ヌーメア・スタッド・リヴィエール・サレ             | ツバル               | 1–0  | 1–1  | パシフィックゲームズ2011   |      |
| 6.  | 2012年7月18日  | ヨナ・レオパレスリゾートサッカー場                 | 北マリアナ諸島       | 1–1  | 3–1  | 東アジアカップ2013         |      |
| 7.  | 2012年7月18日  | ヨナ・レオパレスリゾートサッカー場                 | 北マリアナ諸島       | 2–1  | 3–1  | 東アジアカップ2013         |      |
| 8.  | 2012年7月18日  | ヨナ・レオパレスリゾートサッカー場                 | 北マリアナ諸島       | 3–1  | 3–1  | 東アジアカップ2013         |      |
| 9.  | 2012年7月22日  | ヨナ・レオパレスリゾートサッカー場                 | マカオ               | 1–0  | 3–0  | 東アジアカップ2013         |      |
| 10. | 2013年3月6日   | ヤンゴン・トゥウンナ・スタジアム                   | チャイニーズタイペイ | 1–0  | 3–0  | AFCチャレンジカップ2014    |      |
| 11. | 2013年3月6日   | ヤンゴン・トゥウンナ・スタジアム                   | チャイニーズタイペイ | 3–0  | 3–0  | AFCチャレンジカップ2014    |      |
| 12. | 2013年11月16日 | ビエンチャン・ニュー・ラオス・ナショナルスタジアム | ラオス               | 1–1  | 1–1  | 親善試合                   |      |
| 13. | 2014年3月28日  | オラニエスタッド・トリニダード・スタジアム         | アルバ               | 1–1  | 2–2  | 親善試合                   |      |
| 14. | 2014年3月28日  | オラニエスタッド・トリニダード・スタジアム         | アルバ               | 2–1  | 2–2  | 親善試合                   |      |
| 15. | 2014年11月13日 | 台北市台北陸上競技場                               | チャイニーズタイペイ | 1–0  | 2–1  | 東アジアカップ2015         |      |
| 16. | 2014年11月16日 | 台北市台北陸上競技場                               | 北朝鮮               | 1–1  | 1–4  | 東アジアカップ2015         |      |
| 17. | 2015年3月31日  | シンガポール・ジャラン・ベサール・スタジアム       | シンガポール         | 2–1  | 2–2  | 親善試合                   |      |